# Action (1921)
Action (Brasil: Ação Enérgica ) é um filme norte-americano de 1921, do gênero faroeste, dirigido por John Ford e estrelado por Hoot Gibson. Foi baseado em Peter B. Kyne, do popular romance The Three Godfathers. O filme é considerado perdido. De acordo com jornais contemporâneos, Action foi baseado no romance de J. Allan Dunn, The Mascotte of the Three Star.

## Elenco
- Hoot Gibson ... Sandy Brouke
- Francis Ford ... Soda Water Manning
- J. Farrell MacDonald ... Mormon Peters
- Buck Connors[3] ... Pat Casey
- Clara Horton ... Molly Casey
- William Robert Daly ... J. Plimsoll
- Dorothea Wolbert ... Mirandy Meekin
- Byron Munson ... Henry Meekin
- Charles Newton ... Xerife Dipple
- Jim Corey ... Sam Waters
- Ed Jones ... Art Smith (creditado como Ed "King Fisher" Jones)